# فرانك ستيوارت
فرانك ستيوارت (بالإنجليزية: Frank Stewart)‏ هو لاعب دوري الرغبي وسياسي أسترالي، ولد في 20 فبراير 1923 في أستراليا، وتوفي في 16 أبريل 1979 في أستراليا. حزبياً، نشط في حزب العمال الأسترالي. وقد انتخب عضو مجلس النواب الأسترالي عن دائرة جرايندلر ‏ (10 ديسمبر 1977 – 16 أبريل 1979) وانتخب عضو مجلس النواب الأسترالي عن دائرة لانغ ‏ (29 أغسطس 1953 – 10 ديسمبر 1977).